# Куосманен, Юхо
Ю́хо Ку́османен (фин. Juho Kuosmanen; род. 30 сентября 1979, Коккола, Вааса) — финский киноактёр, кинорежиссёр, сценарист и монтажёр.

## Биография
С 2004 по 2014 годы обучался кинематографии в Высшей школе искусств, дизайна и архитектуры Университета Аалто.
В 2010 году его дипломный фильм «Торговцы картинами» («Taulukauppiaat») был номинирован по пяти позициям (лучший дизайн, лучший сценарий, лучшая актриса, лучший режиссёр, лучший фильм) финской академией и удостоен Cinéfondation на Каннском кинофестивале.
В 2016 году его фильм «Улыбающийся человек» («Самый счастливый день в жизни Олли Мяки») получил главный приз в программе «Особый взгляд» Каннского кинофестиваля, а также претендовал на премию «Золотая камера», вручаемую за лучшую дебютную полнометражную картину. В марте 2017 года фильм получил премию Юсси — главную кинематографическую премию Финляндии — в номинации «лучший фильм года».
В 2019—2020 годах режиссёр работал в России над съемками фильма «Купе номер шесть» по мотивам романа финской писательницы Розы Ликсом «Hytti numero kuusi», в котором снялся российский актёр Юрий Борисов. В 2021 году фильм получил Гран-при Каннского фестиваля.

## Фильмография
| Год  |   | Русское название      | Оригинальное название | Роль                |
| ---- | - | --------------------- | --------------------- | ------------------- |
| 2021 | ф | «Купе номер шесть»    | Hytti nro 6           | режиссёр, сценарист |
| 2016 | ф | «Улыбающийся человек» | Hymyilevä mies        | режиссёр, сценарист |
| 2010 | ф | «Торговцы картинами»  | Taulukauppiaat        | режиссёр            |

## Награды
- Кавалер ордена Искусств и литературы (2019 год, Франция)[9].